# Pouteria peruviensis
Pouteria peruviensis  es una especie de planta en la familia Sapotaceae.
Es endémica de Perú. La especie tipo se halló en Cerros Campanquiz, en el departamento de Loreto.

## Taxonomía
El género fue descrito por (Aubrév.) Bernardi y publicado en Candollea 22: 231. 1967.
Sinonimia
- Eremoluma peruviensis[3] Aubrév.